# 秦樂天
秦樂天（16世紀—17世紀），字元一，陝西西安府三原縣人，明朝政治人物。

## 生平
秦樂天是天啟四年（1624年）乙丑科舉人，次年（1625年）聯捷進士，獲授趙城知縣，調任南宮，在兩地都有政績，民稱召杜。之後他入朝擔任戶部主事，改任山東督餉道副使，因為忤逆權貴降為四川參議，不久張獻忠作亂，他迴避不受大西政權任命直到去世。

## 引用
1. 1 2  光緒《三原縣新志·卷六·人物志》：秦樂天，李志（云）字元一，天啟中進士，歷趙城、南宮知縣，人稱召杜，兩邑祀名宦；擢戶部主事，出天津餉道，因忤勳貴改四川參議，值逆闖變，避偽聘不受卒。
2. ↑  光緒《三原縣新志·卷七·選舉志》：舉人……（天啟）甲子科六人……秦樂天 見進士
3. ↑  錢海岳《南明史·卷八十九·列傳第六十五》：同（寇慎）時陝西遺臣：……三原則秦樂天，字元一，天啟五年進士。歷趙城、南宮知縣，戶部主事，天津督餉副使，四川參議，值逆闖變。不受聘。